# Delahaye Type 168
Der Delahaye Type 168 ist ein Pkw-Modell. Hersteller war Automobiles Delahaye in Frankreich.

## Beschreibung
Die Zulassung durch die zuständige französische Behörde erfolgte am 15. Dezember 1938. Die Produktion lief bis 1939 oder 1940.
Fahrgestell und Motor wurden vom Delahaye Type 148 L übernommen. Der Sechszylinder-Ottomotor war in Frankreich mit 20 CV eingestuft. Er hat 84 mm Bohrung, 107 mm Hub, 3557 cm³ Hubraum und leistet 90 PS. Er ist vorn im Fahrgestell eingebaut und treibt die Hinterachse an. Der Radstand beträgt 315 cm.
Renault lieferte die Karosserien in Form einer sechssitzigen Limousine, die laut der Quelle normalerweise zum Renault Viva Grand Sport vom Type ADL 2 gehörten, der mit 313 cm einen ähnlichen Radstand hatte. Allerdings ist Type ADL 2 der Code für den Renault Vivaquatre, und für keines der beiden Renault-Modelle ist ein Radstand von 313 cm bekannt.
Das zulässige Gesamtgewicht beträgt 1590 kg. 135 km/h Höchstgeschwindigkeit sind erreichbar.
Insgesamt entstanden entweder 100 oder 150 Fahrzeuge, jeweils in Serien von 50 Stück. Die erste Serie wurde bei der Carrosserie Currus montiert. Zwei oder drei Fahrzeuge existieren noch. Mindestens 15 Fahrzeuge nahm das französische Militär ab; möglicherweise wurden sie Delahaye Type 164 genannt.